# Raccontami una storia (miniserie televisiva)
Raccontami una storia è una miniserie televisiva italiana, composta da due puntate, andata in onda in prima TV nel 2004 e diretta da Riccardo Donna.

## Trama
Salvatore è un colonnello dell'aeronautica che lavora come meteorologo per una piccola emittente televisiva, la figlia Laura e il marito Marco da tempo in attesa di poter adottare un bambino ucraino hanno finalmente la possibilità di recarsi in un istituto a Kiev per ottenere il tanto desiderato affido.
Per aiutarli Salvatore li raggiunge e conosce la piccola Maruška, ben presto tra i due si crea un forte rapporto che induce Laura e Marco a sceglierla per portarla in Italia.
Pian piano Maruska entra nella nuova famiglia e anche il matrimonio di Marco e Laura ne viene rinforzato, ma i due giovani coniugi perdono la vita in un incidente d'auto.
Salvatore vorrebbe occuparsi della nipotina e cerca con l'aiuto di Leonardo, giovane avvocato suo vicino di casa, di ottenere l'affido di Maruška, ma il tribunale dei minori stabilisce che la bambina debba avere entrambi i genitori.
Salvatore, pur di non separarsi da Maruška, fugge via con la bambina, ma fermatosi sul lago di Garda da Piero e Valeria, una coppia che aveva conosciuto in Ucraina e che aveva adottato un altro bambino ucraino, capisce che non può fuggire in eterno.
Tornato a Roma, Salvatore scopre con sorpresa che proprio Piero e Valeria hanno chiesto l'affido di Maruška e gli propongono di fare da nonno ad entrambi i bambini, Salvatore accetta.